# Várkonyi Tibor (ügyvéd)
Várkonyi Tibor (Budapest, 1971. szeptember 7. –) ügyvéd, családtörténet-kutató, író, polgárjogi aktivista, újságíró, a MÚOSZ tagja

## Származása
Nagyapja Várkonyi (Waldmann) Lajos a KFKI atomreaktorának vezetője volt. Édesapja Dr. Várkonyi Sándor kardiológus-belgyógyász, édesanyja Bátai Rozália közgazdász.

## Tanulmányai
1990-ben érettségizett a Toldy Ferenc Gimnáziumban. Egyetemi tanulmányait 1991–1996 között végezte a szegedi József Attila Tudományegyetem Állam- és Jogtudományi Karán summa cum laude minősítéssel.

## Jogi tevékenysége
1996–1997-ben ügyvédjelölt Dr. Kárpáti Katalin ügyvéd, majd pedig a Dr. Hidasi és Társai Ügyvédi Irodában. 1997–1999 között jogi előadó, majd jogtanácsos a TV3 Televíziónál. Saját irodáját 1999-ben alapította. Tagja a Magyar Ügyvédi Kamarának és a Budapesti Ügyvédi Kamarának.

## Jogvédő tevékenysége
2023-től a Roma Parlament - Polgárjogi Mozgalom elnökségi tagja, ügyvivője, a Civil Bázis elnökségi tagja és az Amnesty International tagja.

## Genealógiai tevékenysége
1992 óta foglalkozik genealógiával. 1996 óta folyamatosan végez különféle kutatásokat. Legfontosabb kutatása a Degenfeld-Schonburg családdal kapcsolatos. Kutatásai által Barabás Miklós festményének leírását a szakirodalom módosította, illetve a téma egyes kérdései a 2006-ban Budapesten megrendezett X. Nemzetközi Igazságügyi Orvosi Konferencián felelevenítésre került „Influence of geneological research II." cím alatt.
2013–2017 között a Magyar Családtörténet-kutató Egyesület főtitkára volt. A Magyar Heraldikai és Genealógiai Társaság választmányi tagja, a Magyar Történelmi Társulat, a Magyar Levéltárosok Egyesülete, az Erdélyi Genealógiai Társaság, a Tiszántúli Történészek Társasága, a Castrum Bene Egyesület, az International Society of Genetic Genealogy (ISOGG) és a Magyar Genetikusok Egyesületének tagja.
A Családfa folyóirat szerkesztője.

## Írói munkássága
Történelmi regényeket, novellákat és családtörténeti munkákat ír.

## Egyéb társadalmi tevékenysége
- A Habsburg–Lotaringiai család által alapított Béke Lángja Egyesület (Flame of Peace) magyarországi titkára.[8]
- A portugál alapítású Királyi Szent Teotonio Lovagok Testvéri Társasága tagja[9]
- 2010–2015 között a Magyar Tinnitus Egyesület elnökhelyettese.[10]
- 2011–2020 között a magyar alapítású Aranysarkantyús Vitézi Lovagrend elnökségi tagja.[11]
- 2018–2021 között a Történelmiregény-írók Társaságának alelnöke, majd 2023-ig elnökségi tagja.[12][13]
- 2021-ben az SZFE (Szolidaritók Fotografikus Eszményképei) civil támogatói portrékiállítás társszervezője.
- 2021-ben a Budapest100 program keretében az óbudai Bécsi úti "Városi Házak"[14] önkéntese.
- 2023-ban elkészítette a Elfeledett Újpestiek kiállítás Waldmann családra vonatkozó anyagát.[15][16]
- A 2023-ban újjáalakult Országos Magyar Izraelita Közművelődési Egyesület alapító tagja.
- 2023 novemberében az Amnesty International Magyarország adománygyűjtő követe.[17]
- 2024-től a MÚOSZ tagja.
- 2024-ben a 29. Budapest Pride rendező-menetkísérője.
- 2024-től a Főnix Mozgalom tagja, 2025-től elnökségi tagja.[18]

- 2025-ben a 30. Budapest Pride rendező-menetkísérője.

## Díjai, elismerései
- Ferenc József-rend lovagkeresztje (2019)[forrás?]

## Családja
2001 óta nős, felesége Könings Nikolett Dóra (1970). Gyermekeik: Fanni (2001), Dániel Ádám (2003)

## Művei
- A jogállamiság fontosságáról, Élet és Irodalom, LXIX. évfolyam, 16. szám, 2025. április 17.

- Házasságkötéshez szükséges tanúsítványok II, Családfa - Családtörténeti Magazin, 2025/2. szám 43-45. oldal
- Házasságkötéshez szükséges tanúsítványok, Családfa - Családtörténeti Magazin, 2025/1. szám 42-43. oldal

- Forráskiadás a családtörténet-kutatás szolgálatában (Ördög Ferenc: Zala megye népességösszeírásai és egyházlátogatási jegyzőkönyvei (1745–1771) I–IV. MTA Nyelvtudományi Intézete – Zala megye Önkormányzati Közgyűlése, Budapest–Zalaegerszeg, 1991–1998.), Családfa - Családtörténeti Magazin, 2023/3. szám 59-61. oldal
- Találkozás önmagammal II., Tarsoly Kiadó, Budapest, 2022. ISBN 978-615-5858-33-8[19]
- In Memoriam Szirmay Gábor, in: Matrikula, XII. évfolyam 1. szám, 2022. ISSN 2063-0077
- András, in.: Átok, Bosszú Erény, Történelmiregény-írók Társasága, Budapest, 2021. ISBN 978-615-5816-18-5
- Találkozás önmagammal - ötszáz rövid írás, Tarsoly Kiadó, Budapest, 2021. ISBN 978-615-5858-22-2
- Toldy Ferenc Gimnázium, A 4.B. osztály Emlékkönyve 1986-1990, felelős szerkesztő: Dr. Várkonyi Tibor, Budapest, 2020. magánkiadás
- A Héttorony őre, in.: Harcosok, Vértanúk, Boszorkányok, Történelmiregény-írók Társasága, Budapest, 2019. ISBN 978-615-5816-17-8
- Az utolsó Hunyadi - Levélregény Corvin János életéről, Historycum Kiadó, Budapest, 2019. ISBN 978-615-5816-14-7
- Bek Pál, Bárczay Anna és Degenfeld-Schomburg Imre kapcsolata Téglással, in.: Betekintés a Bek Pál Kertbarátkör életébe 1978-2018, Téglás, 2018. ISBN 978-615-001930-7
- A varázsgyűrű, in.: Évszázadok Ösvényein, Történelmiregény-írók Társasága, Budapest, 2018. ISBN 978-615-58160-1-7
- Mátyás király kálváriája, in.: Oratores, Bellatores, Laboratores - kalandok és életképek a magyar középkor világából, Történelmiregény-írók Társasága, Budapest, 2017. ISBN 978-615-80789-0-0
- A megtalált anya, Tarsoly Kiadó, Budapest, 2017. ISBN 978-963-9570[20]
- Egy zsoldos emlékei, in.: Mítoszok és legendák, Történelmiregény-írók Társasága, Budapest, 2016. ISBN 978-963-12-7134-8[21]
- X chromosome investigation to resolve the genetic relationship in family members separated by several generations (társszerzők: Dr. Egyed Balázs, Kertész Ákos, Fodor Flóra), ISFG Konferencia,[22] Budapest, 2016
- A Mosaburgi Névtelen kisebb legendája, in.: Oltár, kard, legenda, Történelmiregény-írók Társasága, Budapest, 2015. ISBN 978-615-80051-9-7[23]
- Négy király, egy szultán, Tarsoly Kiadó, Budapest, 2014. ISBN 978-963-9570-59-7[24][25][26][27]
- Pekry János, egy élet értelme, in.: Sorsok és évszázadok, történelmi novellák, Történelmiregény-írók Társasága, Budapest, 2014[28]
- Törvénytelen János nyomában avagy Reznek(i) avagy Husz János származási problémái, Matrikula 2013. 3. szám[29]
- A kezdetektől a „Családtörténet határok nélkül” című könyv megjelenéséig, Matrikula 2012. 2. szám[30]
- Családtörténet Határok Nélkül I-II., Heraldika Kiadó, Budapest, 2012. ISBN 978-963-9204-67-6[31][32][33]
- A Salamon (Beck) és a Degenfeld-Schonburg család kapcsolata, in: Tiszántúli Történész Társaság Közleményei 1., 2006. 185-195. pp. HU ISSN 1788-2001[34]
- Sára, Hágár és Mária fiai (történelmi, genealógiai és családtörténeti regény, Waldmann Tibor írói álnéven), VPP Kiadó, Budapest, 2006. ISBN 978-963-8719-80-5[35][36][37]
- Barabás Miklós „Degenfeld Család" című festményéről. in.: Herman Ottó Múzeum Évkönyve XLIV., Miskolc, 2005. 445-452. pp.[38]